# Yamaha Motor Company
|  | Per a altres significats, vegeu «Yamaha». |

Yamaha Motor Company Limited (ヤマハ発動機株式会社, Yamaha Hatsudōki Kabushiki-gaisha) o simplement, Yamaha (TYO 7272), és una companyia japonesa fabricant de vehicles motoritzats. La seva seu és a Iwata, Shizuoka, i és part de la Yamaha Corporation. Yamaha Motor és la segona companyia productora de motocicletes més gran del món, per darrere d'Honda. També produeix altres vehicles, com ara quads, vaixells, motos de neu o motors per a embarcacions.
Després d'haver expandit Yamaha Corporation al mercat de pianos com al més gran fabricant del món, el cap del Yamaha, Genichi Kawakami, va portar l'empresa al camp dels vehicles motoritzats l'1 de juliol de 1955. La recerca intensiva de la companyia en el camp dels aliatges de metalls per al seu ús en pianos va donar a Yamaha un ampli coneixement, el qual va poder aplicar a fer construccions lleugeres i fiables de metall i, per tant, es va poder adaptar fàcilment a la construcció de xassisos i motors per a motocicletes.

## Història

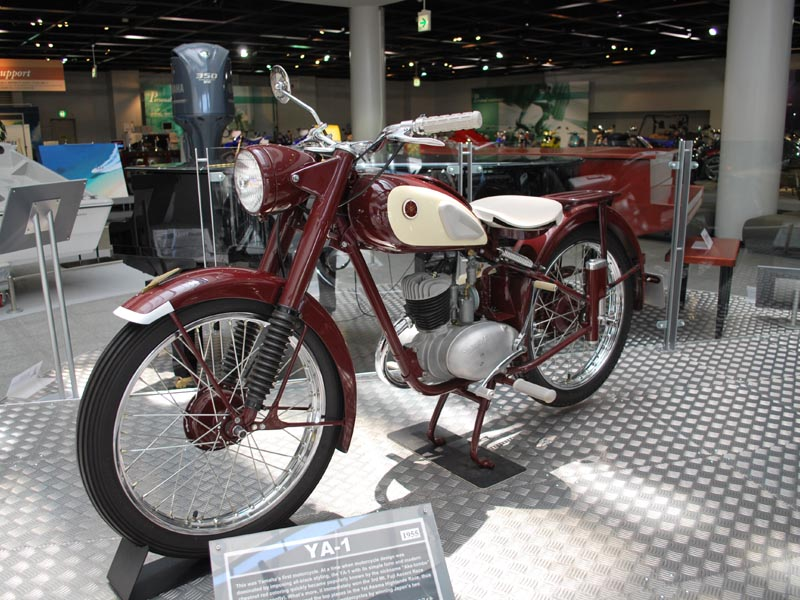
La Yamaha YA-1 de 1955

### Els inicis: 1955
Yamaha Motor Company es va fundar el 1955 i aquell mateix any llançà el seu producte inicial, una motocicleta monocilíndrica de dos temps de 125 cc, anomenada YA-1, que era una còpia més de l'alemanya DKW RT 125 (les patents de la qual s'havien fet públiques en acabar la Segona Guerra Mundial com a part de les reparacions de guerra imposades a Alemanya pels vencedors). La YA-1 va tenir èxit a les competicions de bon començament, guanyant no només la classe 125cc a la Pujada al Fuji, sinó també a l'All Japan Autobike Endurance Road Race d'aquell mateix 1955, on ocupà els tres primers llocs al podi. Els primers èxits a les curses van marcar el futur de la marca, ja que la competició en tota mena de modalitats motociclistes ha estat un esforç clau de Yamaha al llarg de la seva història, sovint alimentada per una forta rivalitat amb Honda, Suzuki, Kawasaki i altres fabricants japonesos.
Yamaha va començar a competir a escala internacional el 1956, quan va participar, de nou amb la YA-1, en el Catalina Grand Prix, on acabà sisena. A la YA-1 la va seguir el 1957 la YA-2, un altre model de dos temps de 125 cc, però amb bastidor i suspensió significativament millorats. La YD-1 de 1957 era una moto bicilíndrica de dos temps de 250 cc, semblant a la YA-2, però amb un motor més gran i potent. Una versió d'alt rendiment d'aquesta moto, la YDS-1, duia el mateix motor bicilíndric de dos temps de 250 cc allotjat en un bastidor de doble bressol i disposava de canvi de cinc velocitats, la primera moto japonesa a tenir-ne. Durant aquesta època, Yamaha llançà també el seu primer motor marí forabord.

### Èxit i creixement als 60
El 1963, la dedicació de Yamaha tant als motors de dos temps com a les curses va donar els seus fruits amb la seva primera victòria en competició internacional, concretament al Gran Premi de Bèlgica, on va guanyar la classe de 250cc. L'èxit en vendes va ser encara més remarcable i Yamaha va crear la primera de les seves filials internacionals en aquest període, començant per Tailàndia el 1964 i els Països Baixos el 1968. El 1965 es va llançar una bicilíndrica de 305 cc de dos temps, aleshores el vaixell insígnia de la marca. Disposava d'una alimentació separada d'oli que l'injectava directament a la benzina abans de la combustió (tradicionalment, als motors de dos temps, els pilots havien de pre-mesclar l'oli amb la benzina abans d'omplir el dipòsit de combustible). El 1967 es va afegir a la gamma un nou model de cilindrada més gran, la bicilíndrica de dos temps i 350 cc R-1.
El 1968, Yamaha va llançar la seva primera motocicleta de quatre temps, la XS-1, una bicilíndrica de 650 cc. Es tractava d'una moto més gran i potent que igualava la cilindrada i el rendiment de les populars motocicletes britàniques de l'època, com ara la Triumph Bonneville i la BSA Gold Star. Yamaha va continuar amb la línia dels dos temps i les bicilíndriques de quatre temps en un moment en què altres fabricants japonesos passaven cada vegada més a motos de quatre cilindres i quatre temps, una tendència iniciada per Honda el 1969 amb la llegendària CB-750 de quatre temps.

### Inici de l'era dels quatre temps: els 70

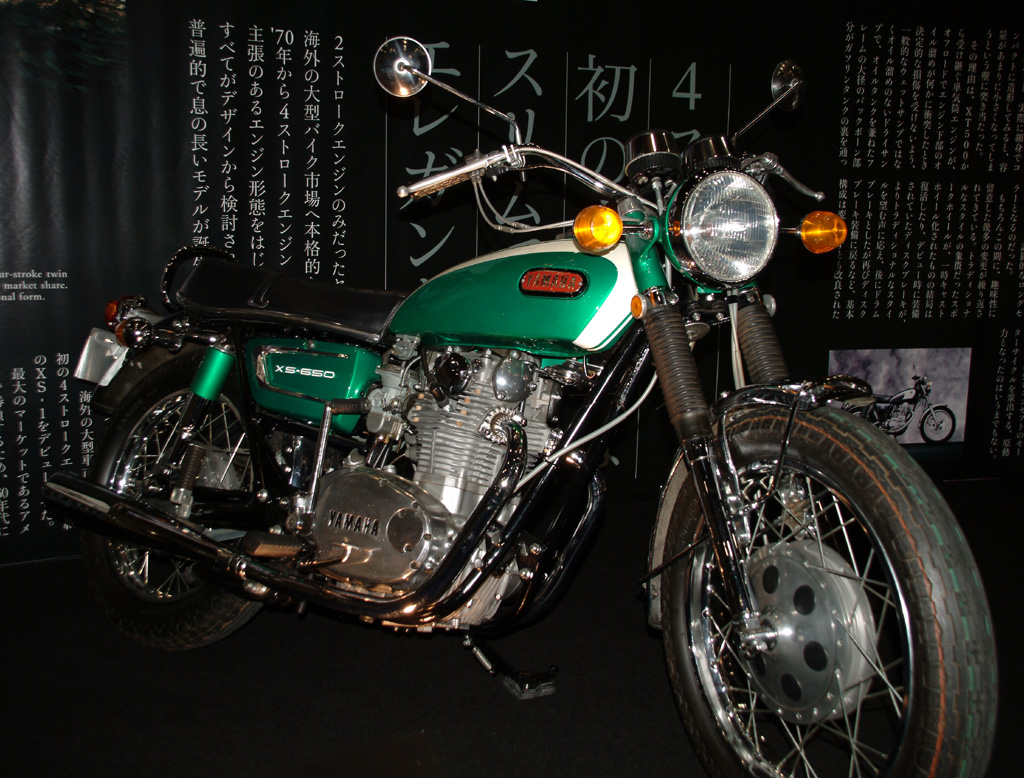
Una Yamaha XS650 de 1970, amb motor bicilíndric vertical

Fins al 1976, Yamaha no respongué a les altres marques japoneses amb una pluricilíndrica de quatre temps pròpia. La XS-750 (i posteriorment 850), una tricilíndrica de 750 cc amb eix de transmissió final que es va presentar gairebé set anys després de la innovadora moto d'Honda. El primer model de quatre cilindres de Yamaha, la XS-1100, la va seguir el 1978, de nou amb eix de transmissió final. Tot i ser més pesada i orientada al turisme que les seves rivals, va aconseguir una notable tirallonga de victòries a les curses de resistència.
Durant la dècada del 1970 també varen aparèixer les primeres motocicletes fora d'asfalt dedicades a la competició i el lleure. Yamaha va ser una de les primeres innovadores en tecnologia de motos fora d'asfalt i va introduir la primera suspensió posterior d'amortidor individual, registrada comercialment com a "Monoshock" el 1973. Aquests nou sistema va aparèixer en producció a la Yamaha YZ-250 de 1974, un model que encara actualment és en producció, cosa que el converteix en el model i la denominació comercial més llargs de la història de Yamaha.
Yamaha va continuar competint durant els anys seixanta i setanta amb un èxit creixent en diverses modalitats. Al final de la dècada del 1970, la XT500 va guanyar el primer Ral·li París-Dakar (1979).

### Anys 80: diversificació i innovació
Cap al 1980, la combinació de les preferències dels consumidors i la regulació ambiental van fer que els quatre temps fossin cada cop més populars. Suzuki va cessar la producció de la seva sèrie GT de dos temps, incloent el seu vaixell insígnia de 750 cc refrigerada per aigua, el 1977. Kawasaki, que va tenir un èxit considerable al llarg dels anys setanta amb les seves tricilíndriques de dos temps de 250, 350, 500 i 750 cc, va abandonar la producció de motos de carretera de dos temps el 1980. Yamaha va contrarestar aquesta tendència i va continuar perfeccionant i venent motos de dos temps de carretera durant els anys vuitanta. Aquestes motocicletes eren bicilíndriques refrigerades per aigua esportives, dissenyades per a aconseguir unes excel·lents prestacions tot aprofitant el pes menor de les motos de dos temps. La RZ-250 de 1980 fou la primera d'aquesta sèrie. La RZ-350, el model de cilindrada més gran, va ser una de les més populars motos de semi-competició dels vuitanta i es va continuar venent en alguns països fins a començaments dels noranta.
Al llarg dels anys vuitanta, la indústria de la motocicleta va passar gradualment de la producció d'alguns models bàsics però versàtils dissenyats per a funcionar bé en condicions diverses, a oferir motos més especialitzades, dissenyades per a excel·lir en sectors particulars, com ara les curses de velocitat, les esportives de carretera, turisme, motocròs, enduro i lleure fora d'asfalt o aventura. Al final de la dècada, Yamaha es va separar del relativament petit nombre d'UJM (Universal Japanese Motorcycle, nom amb què es coneixen les motos estàndard japoneses dels anys 70 als 80) al començament de la dècada i es va obrir a una oferta molt més àmplia dins diversos mercats clarament definits.

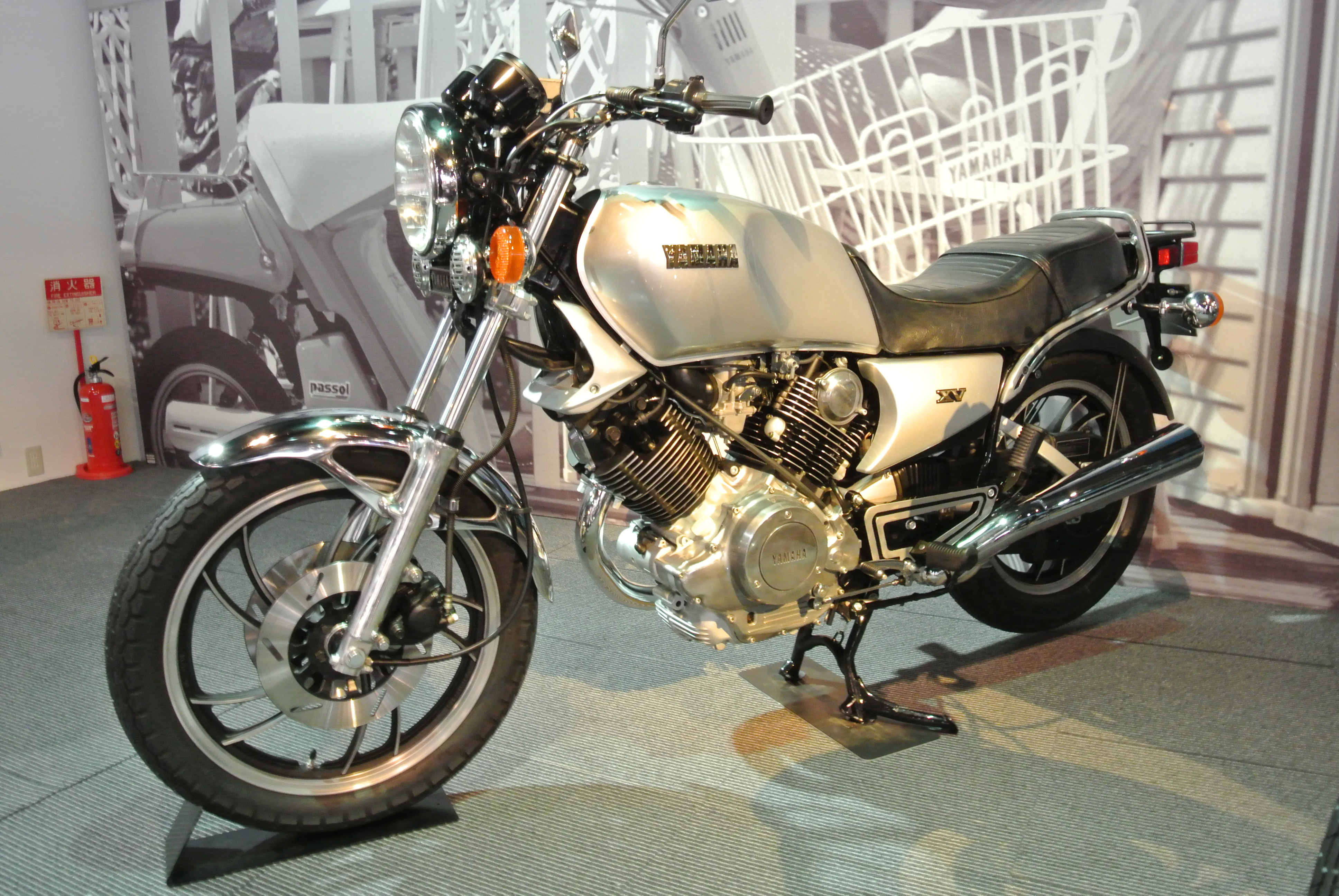
Una Yamaha XV750E de 1982, amb motor bicilíndric en "V"

La XV750 de 1981 presentava un motor V-twin de quatre temps refrigerat per aire i un estil "cruiser" o "custom" (fou una de les primeres motocicletes japoneses d'aquesta mena). A finals de dècada, Yamaha hagué llançat dotzenes de motos "cruiser" en una gran varietat de cilindrades i configuracions de motors. La RZV500 va ser una de les primeres "rèpliques de cursa", pràcticament una còpia de la moto de Gran premi de competició de Kenny Roberts: tenia un motor de dos temps refrigerat per líquid de 500 cc en configuració V4, amb bastidor perimetral i carenat complet.
El 1985 es va presentar un model d'altes prestacions més popular i pràctic per a la carretera, la FZ750. Era un innovador model de quatre temps de quatre cilindres en línia i 750cc. Va ser la primera motocicleta que va disposar de culata de cinc vàlvules, cosa que va donar molta anomenada a la marca. També tenia el bloc de cilindres inclinat cap endavant a 45 graus i bastidor perimetral d'acer de secció quadrada. La producció de la FZ es va mantenir fins al 1991.
Una altra moto d'altes prestacions fou la RX-Z, llançada el 1985 com a moto esportiva "naked" de dos temps. Relacionada amb la Yamaha RX-135 i la RD-135, en prenia el xassís i la plataforma. Originalment equipada amb canvi de cinc velocitats i un sòlid disc de fre anterior, amb frens de tambor posteriors, fou molt popular a Malàisia i Singapur. Després d'uns quants anys al mercat, el motor es va millorar amb la instal·lació d'un nou canvi de sis velocitats, juntament amb un nou panell d'instruments i interruptors de manillar, així com un fre de disc anterior perforat, mentre que la part posterior es va mantenir amb els frens de tambor. El disseny no va canviar fins que es va actualitzar el 2004, amb els llums posteriors adoptats de la Yamaha Y125Z i un nou far. També se li va instal·lar un convertidor catalític que en reduïa la potència a 19 CV. Malgrat que el parell màxim es va mantenir sense canvis, el de gamma baixa es va millorar en comparació amb els primers models. Alguns propietaris de les RX-Z anteriors podien tenir problemes durant l'engegada, ja que el motor tendeix a aturar-se quan un pilot inexpert intenta sortir en primera. Tanmateix, el problema es va resoldre en el nou model. A Malàisia, aquesta moto estava associada a corredors de carrer i aparegué en moltes pel·lícules. El 2011, després de 26 anys en producció, la RX-Z es va deixar de fabricar.

### Anys 90: motos eficients i una "spin-off"
El 1995, Yamaha va anunciar la creació de Star Motorcycles, una nova marca per a la seva sèrie de motocicletes de tipus "creuer" al mercat nord-americà. Als altres mercats, les motocicletes Star encara es venen sota la marca Yamaha. Aquest fou un intent de crear una identitat de marca més estretament alineada amb el segment del mercat de motos "cruiser", un dels més grans i lucratius dels EUA.
El 1998, Yamaha va comercialitzar una moto de carretera de quatre cilindres de 1.000 cc anomenada YZF 'R1', un model on s'introduïa un nou estil de disseny de caixa de canvis que n'escurçava la longitud total per tal de permetre una unitat més compacta. Això, al seu torn, permetia de situar el motor més endavant al bastidor, cosa que millora la maniobrabilitat en un bastidor curt.

### Segle XXI: expansió i consolidació
El 2007, Yamaha es va establir a les Filipines i, des d'allà, distribueix les seves motocicletes sota la denominació corporativa de Yamaha Motor Philippines, Inc., una de les més de 20 filials de l'empresa que operen a tots els continents.

## Actualitat
Yamaha Motor Co. és avui en dia una corporació separada, que ja no forma part de Yamaha Corporation. Comparteix, tanmateix, el mateix nom i logotip (tres diapasons), amb petites diferències en el logotip del nom. La "M" de Yamaha és diferent, en el cas de Motor Co.: la M s'estén fins a baix, mentre que la M de Yamaha Corp. es talla a la meitat. De totes maneres, existeix una estreta col·laboració entre les dues companyies. Un exemple és una fàbrica Yamaha a Indonèsia, on es produeixen parts de motors per a motocicletes i diverses parts d'instruments de percussió.
L'any 2000, Toyota i Yamaha van fer una aliança de capital on Toyota pagava a Yamaha 10,5 bilions d'iens per un 5% de capital de Yamaha Motor Co., i a la vegada, Yamaha i Yamaha Motor Co. van comprar cadascuna 500.000 accions de Toyota a canvi.
El 2005, Yamaha va ser investigada pel govern japonès per vendre helicòpters a la Xina, tecnologia que potencialment podria ser utilitzada com a armament.

## Producció

### Motocicletes

#### Models en producció

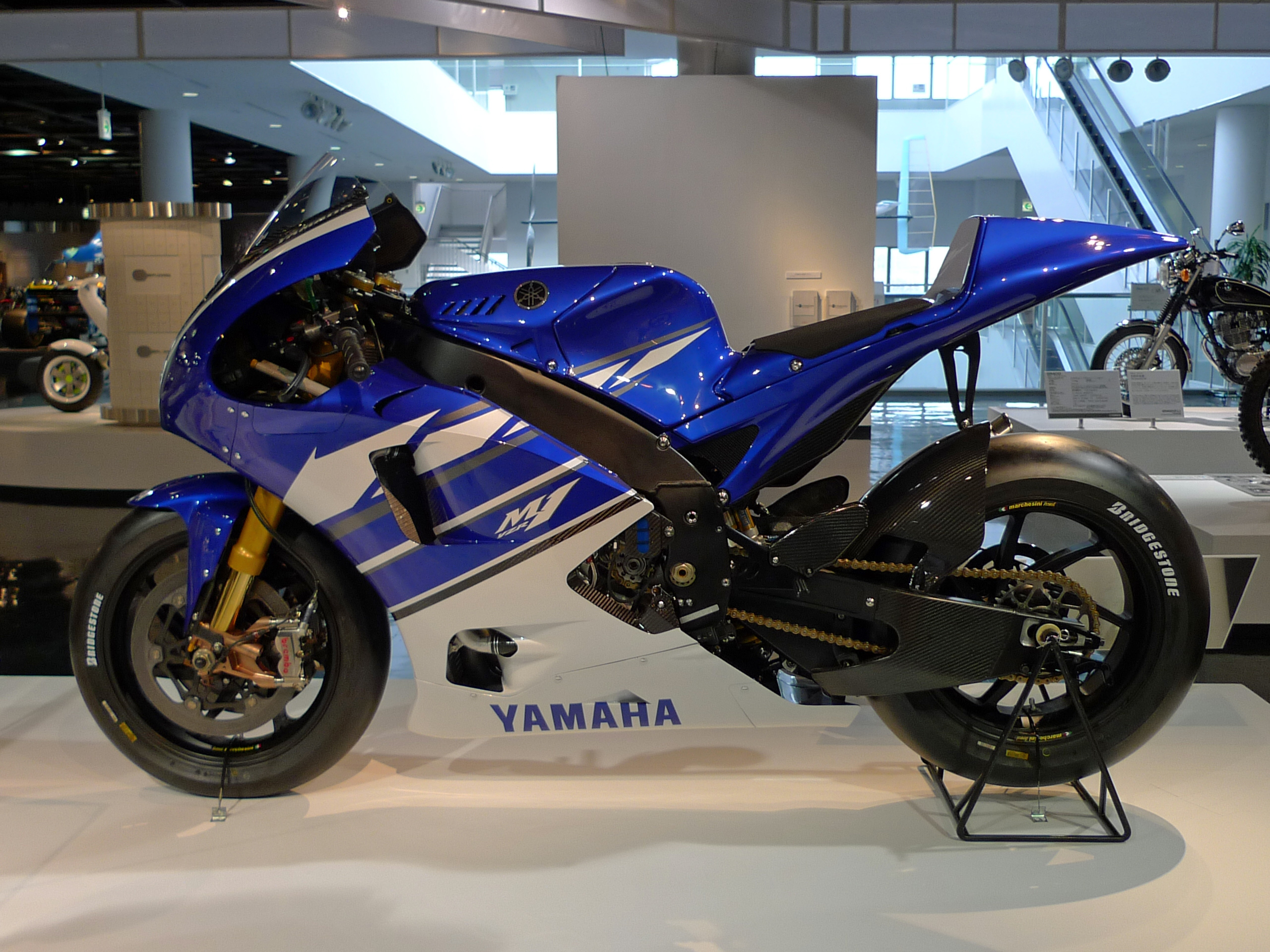
Una Yamaha YZR-M1 del 2010

| Escúters - eGo - Lagenda - Nuovo - RX-135 (també RX-King) - RX-Z - Sirius - Spark - YP125R - Y125Z - Y135LC Maxi-scooters - Black MAX - TMAX /ABS - X-City - X-MAX 250 - X-MAX 400 | Carretera - DT125X - XJR1300 - XT660X - YBR250 Sport/Touring - FJR1300A - FJR1300AS - FZ1 - FZ1 Fazer / ABS - FZ6 - FZ6 Fazer - FZ6 Fazer S2 / ABS - FZ6 S2 - MT-01 - MT-03 - TDM900 | Supersport - YZF-R1 - YZF-R6 - YZF-R7 | Cruiser - XV 250 Virago - XV1900A Midnight Star - XVS650A DragStar Classic - XVS1100A DragStar Classic - XVS1300A Midnight Star Trail - DT125RE - TW200 - XT125 - XT660R | Competició - TT-R50E - TZ125 - TZ250 - WR250F - WR450F - YZ125 - YZ250 - YZ250F - YZ450F - YZ85LW - YZR-M1 |

#### Models històrics

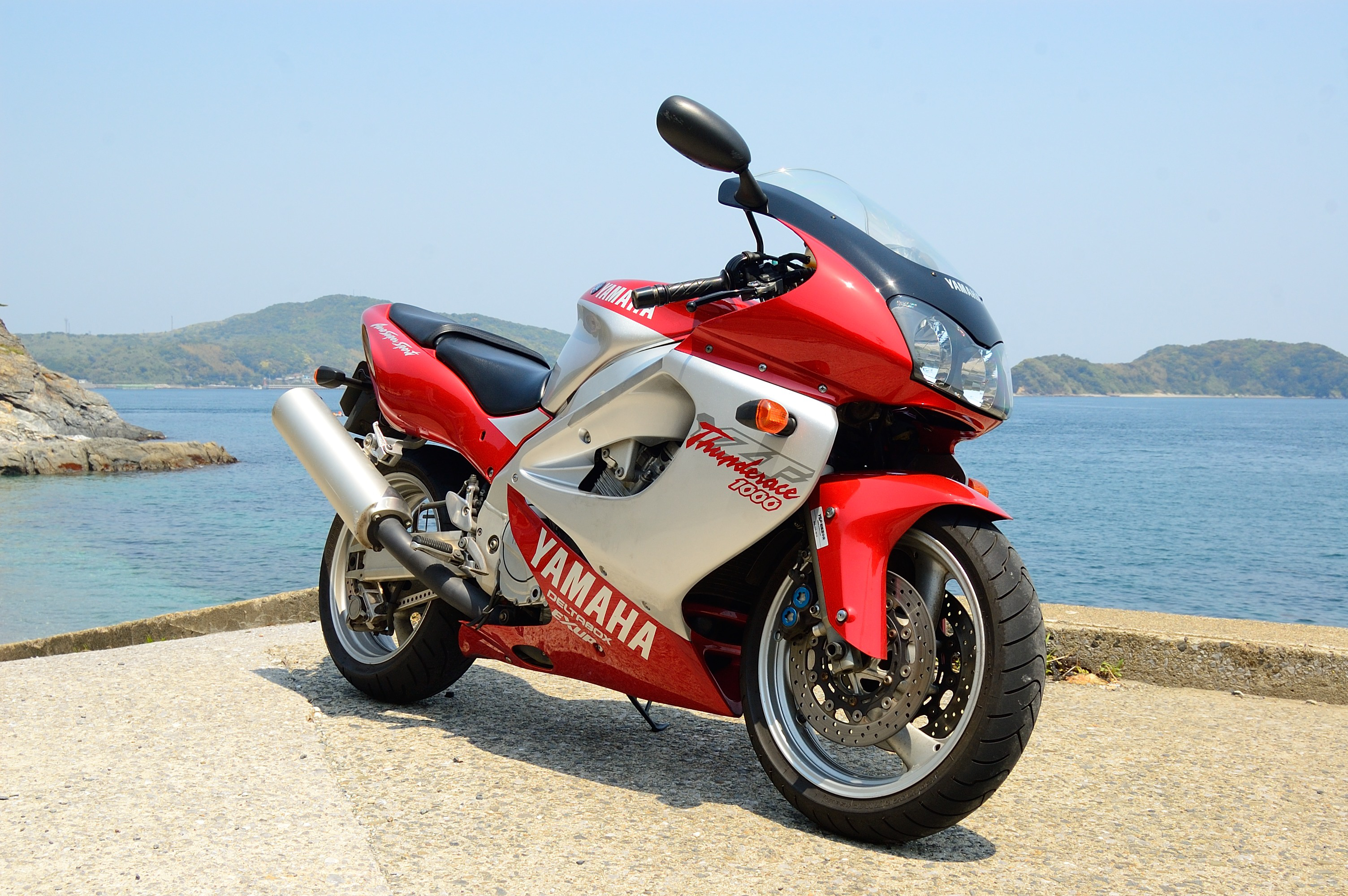
Una Yamaha YZF1000R ThunderAce del 2013

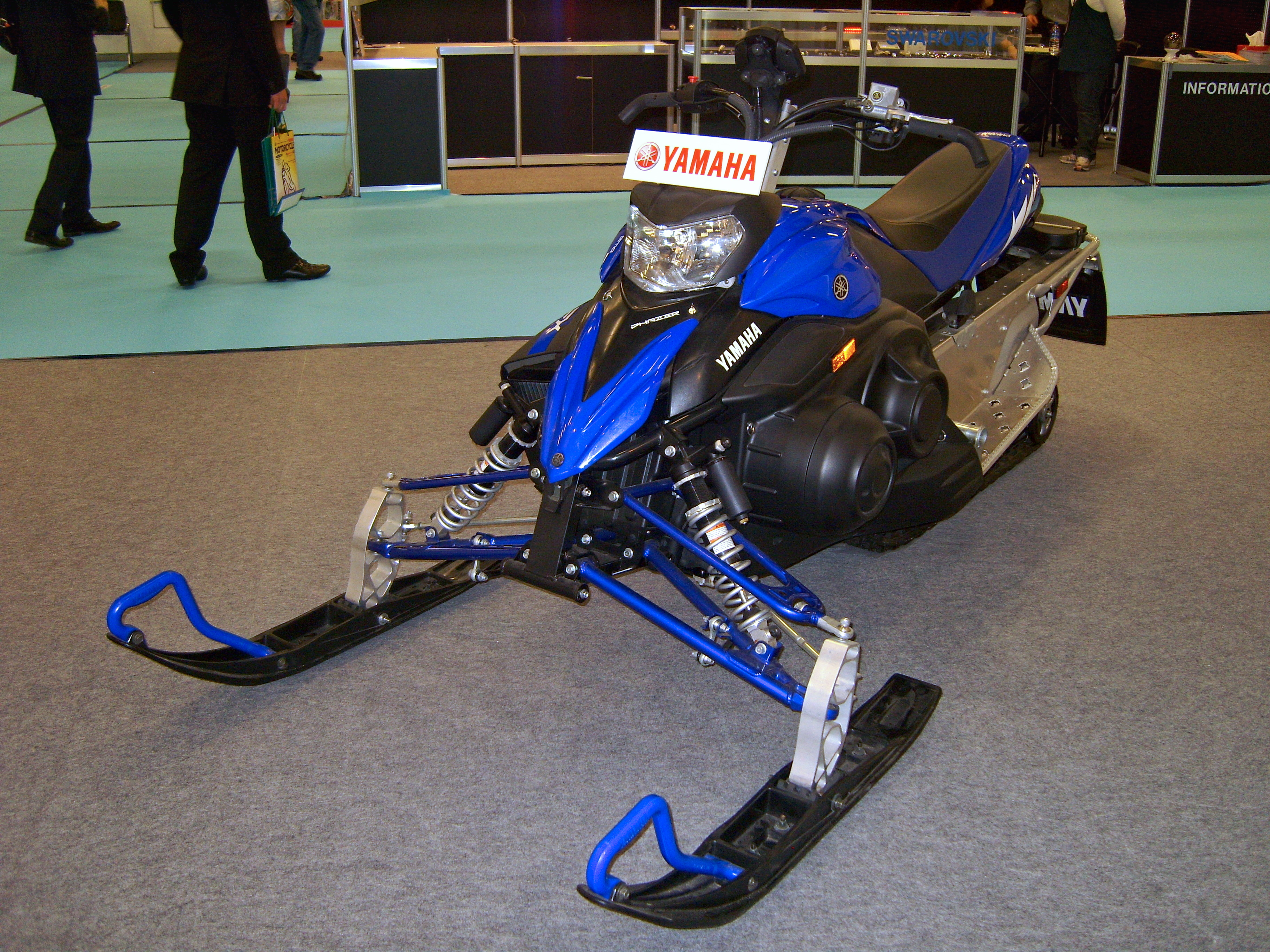
Moto de neu Phazer del 2008

| Ciclomotors - BW'S - C3 - DT 50 R/X - FS1/FS1E - Jog - Jog R - Neo's - YQ50 Aerox R | Carretera - Chappy - XJ 600N - XJ 900S Diversion - FJ600 - FJR1300 - FZ6 - FZ750 - FZR600R - FZR1000 - GTS1000A - Jog - RD350 - RX50 - RZ500 | - Radian - Riva - SDR 200 - SR 250 - SR 500 - SRX - SZR 660 - TDM 850 - TDR 250 - TT 500 - TX 500 - TZR 250 - TZR 80 RR - VMax | - Venture - Virago - XJ 600 - XJ 900 - XJ 1100 Maxim - XS 650 - XS 750 - XS Eleven - XV 1600A - XZ 550 Vision - YBR 125 - YZF600R - YZF1000R - YZF1000R Thunderace | Trail - DT 100 a 400 - IT250H - TW 125 - TW 200 - TW 225 - XT 125 R - XT 125 x - XT500 - XT600 - XTZ600 - XTZ660 - XTZ750 | Concept - Deinonychus - FC-me - Gen-Ryu - HV-01 - MAXAM 3000 - VOX - XT250X | Motocròs/Enduro - AT-1 - TTR 50E - TTR 125/L/LE - TTR 230 - TTR 250 - TTR 250 RAID - YZ 400F - YZ 426F |

#### "Star Motorcycles"
Les motocicletes custom s'anomenen "Star" als Estats Units d'Amèrica. El 2005, Yamaha va anunciar la creació de "Star Motorcycles", una nova marca pels seus models custom als Estats Units. Tot i ser una marca separada, se segueixen venent als concessionaris Yamaha. A la resta de mercats, se segueixen venent com a Yamaha.

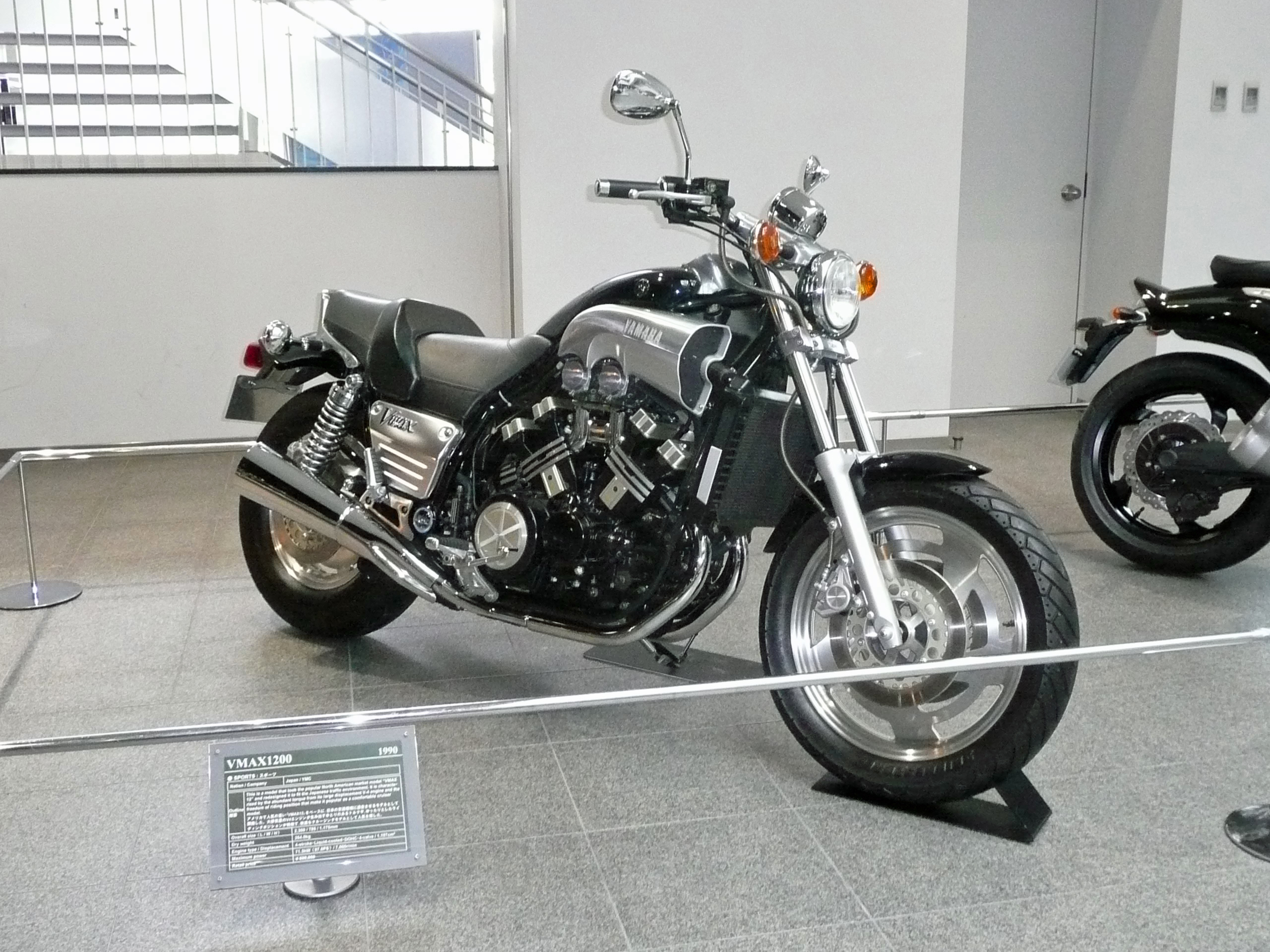
Una Yamaha VMax 1200 del 1990

| - Midnight Warrior - Road Star - Road Star Midnight - Road Star Midnight Silverado - Road Star Silverado - Roadliner - Roadliner Midnight - Roadliner S | - Royal Star Tour Deluxe - Royal Star Venture - Stratoliner - Stratoliner Midnight - Stratoliner S - VMax - V Star 1100 Classic - V Star 1100 Custom | - V Star 1100 Silverado - V Star 1300 - V Star 1300 Tourer - V Star Classic - V Star Custom - V Star Silverado - Virago 250 - Warrior |

### Quads

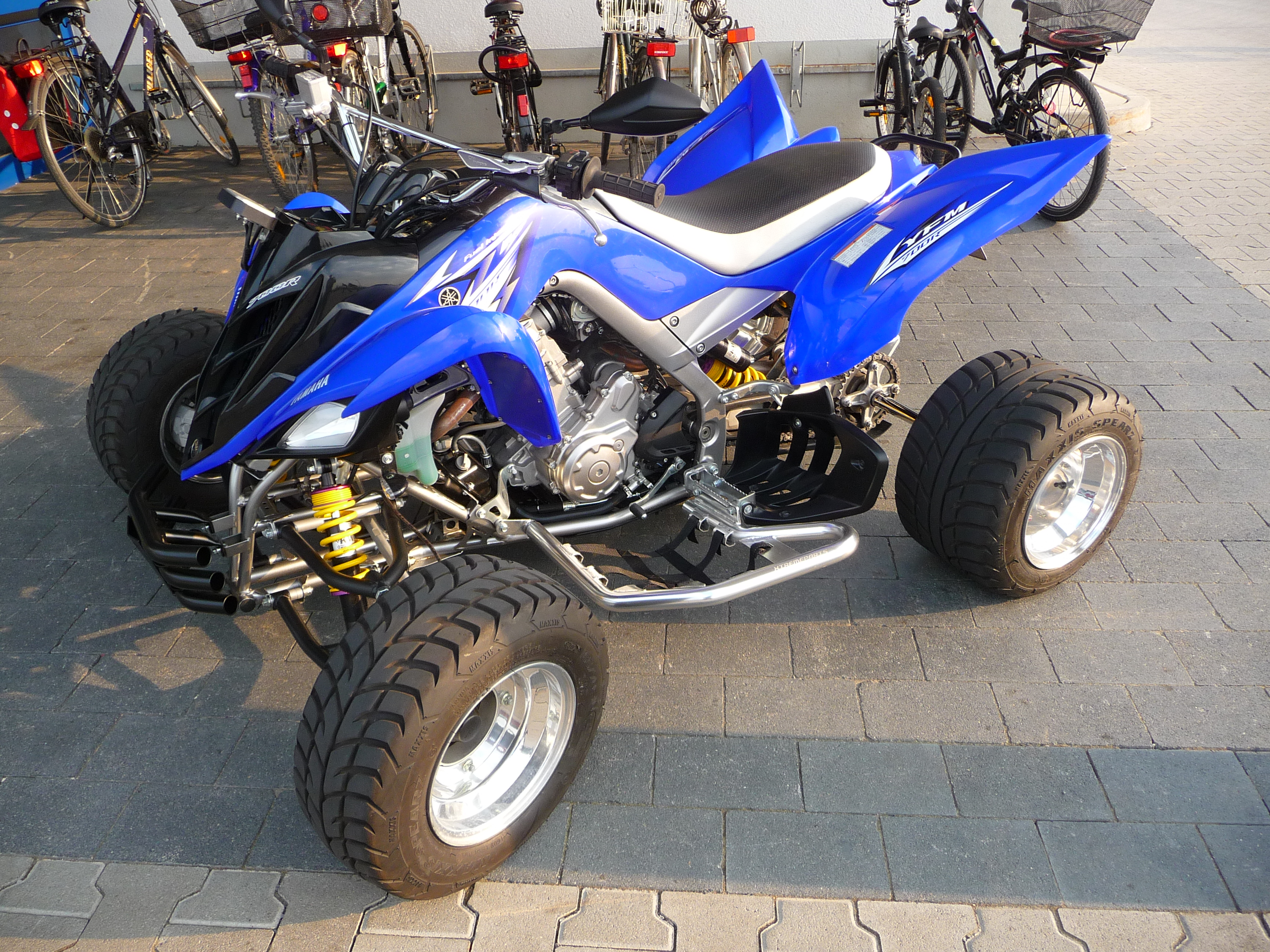
Quad Raptor 700 del 2010

| - Banshee 350 - Big Bear 400 - Blaster 200 - Bruin 350 - Grizzly 600 - Grizzly 660 | - Raptor 350 - Raptor 660 - Raptor 700 - Raptor 80 - Warrior 350 - YFZ450 |

### Motos de neu

#### Models en producció
| - Apex - Attack - Nytro - Phazer | - RS Rage - RS Vector - RS Venture - VK Professional |

#### Models històrics
| - Enticer - Exciter - Phazer (1a-3a Generacions) - Mountain Max - RX-1 - SnoScoot | - SRV - SRX - SRX 440 - SX R - SX Viper/Venom - Venture | - VK 540 - VMAX - VMAX SX - Vmax - Vmax-4 |

### Vehicles elèctrics
| Karts - My Mate | Cadires de Rodes - JW Active - JW-IB | Ciclomotors - PAS - PAS Lithium - PAS Business | Motocicletes - EC-02 - Eccy - Frog | - Mest - Passol - Passol-L |

### Motors

#### Forabord
- 2 temps lleugers
- V6 2 temps
- Sèrie de 4 temps

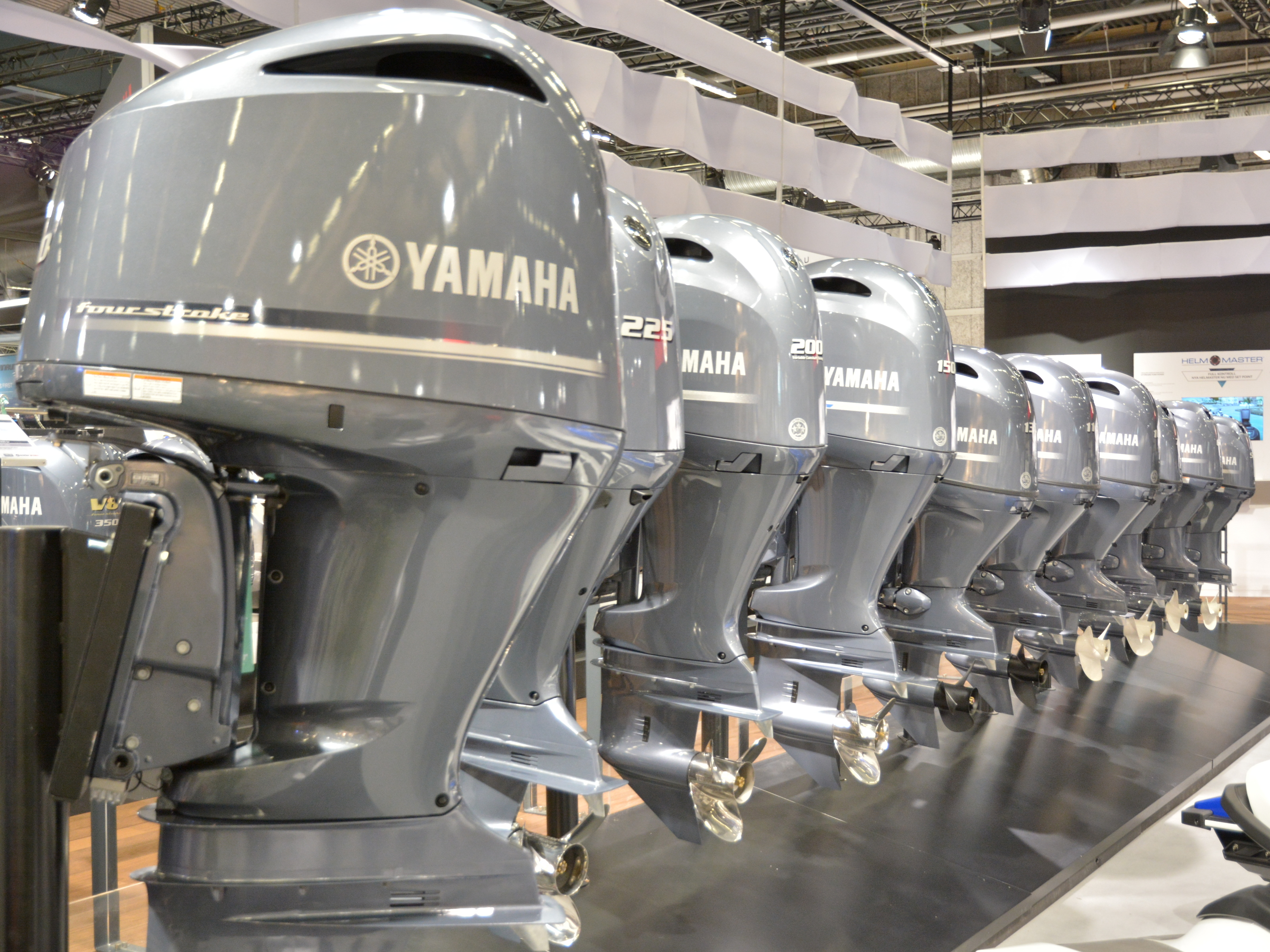
Motors forabord Yamaha F225

- Sèrie de 4 temps amb tecnologia jet drive

#### Karts
| KTseries 2 temps - KT100A2 - KT100AX - KT100J - KT100SC - KT100SD - KT100SEC - KT100SP | WRseries 4 temps - WR250FK YZseries 2 temps - YZ85K - YZ125K |

### Helicòpters teledirigits
- Yamaha R-50
- Yamaha R-MAX

## Competició
Yamaha ha mantingut una llarga trajectòria esportiva, on les seves màquines han guanyat diferents campionats en diferents àrees, com ara per exemple el Ral·li Dakar, el Mundial de motociclisme, el de motocròs, el d'enduro o fins i tot a la Fórmula 1.
A 1 de gener de 2013

### Velocitat
Al llarg de la història del Campionat del Món de motociclisme, Yamaha hi ha guanyat 47 títols mundials de constructors repartits entre les següents categories: sidecars, 125cc, 250cc, 350cc, 500cc i MotoGP. Al mateix temps, nombrosos pilots han obtingut victòries en Grans Premis amb Yamaha a pràcticament totes les categories. Pel que fa a la màxima (500cc i MotoGP), n'han estat 192:
| Pilot            | Grans Premis per any (500cc/MotoGP)                                   |
| ---------------- | --------------------------------------------------------------------- |
| Chas Mortimer    | 1972 (1)                                                              |
| Jarno Saarinen   | 1973 (2)                                                              |
| Giacomo Agostini | 1974 (2), 1975 (4)                                                    |
| Edmund Czihak    | 1974 (1)                                                              |
| Phil Carpenter   | 1974 (1)                                                              |
| Teuvo Lansivuori | 1974 (1)                                                              |
| Hideo Kanaya     | 1974 (1)                                                              |
| Tom Herron       | 1976 (1)                                                              |
| Johnny Cecotto   | 1977 (2), 1978 (1)                                                    |
| Kenny Roberts    | 1978 (4),1979 (5), 1980 (3), 1981 (2), 1982 (2), 1983 (6)             |
| Jack Middelburg  | 1980 (1)                                                              |
| Barry Sheene     | 1981 (1)                                                              |
| Christian Sarron | 1985 (1)                                                              |
| Randy Mamola     | 1986 (1), 1987 (3)                                                    |
| Eddie Lawson     | 1984 (4), 1985 (3), 1986 (7), 1987 (5), 1988 (7)                      |
| Kevin Magee      | 1988 (1)                                                              |
| Wayne Rainey     | 1988 (1), 1989 (3), 1990 (7), 1991 (6), 1992 (3), 1993 (4)            |
| John Kocinski    | 1991 (1), 1992 (1)                                                    |
| Luca Cadalora    | 1993 (2), 1994 (2), 1995 (2)                                          |
| Loris Capirossi  | 1996 (1)                                                              |
| Simon Crafar     | 1998 (1)                                                              |
| Regis Laconi     | 1999 (1)                                                              |
| Garry McCoy      | 2000 (3)                                                              |
| Norik Abe        | 1996 (1), 1999 (1), 2000 (1)                                          |
| Max Biaggi       | 1999 (1), 2000 (2), 2001 (3), 2002 (2)                                |
| Valentino Rossi  | 2004 (9), 2005 (11), 2006 (5), 2007 (4), 2008 (9), 2009 (6), 2010 (2) |
| Ben Spies        | 2011 (1)                                                              |
| Jorge Lorenzo    | 2008 (1), 2009 (4), 2010 (9), 2011 (3), 2012 (6)                      |

El nord-americà Ben Spies fou campió del món de Superbike amb una Yamaha el 2009. Els anys 2004 i 2009, sengles equips als comandaments d'una Yamaha YZF-R1 van guanyar el mundial de resistència.

### Fora d'asfalt

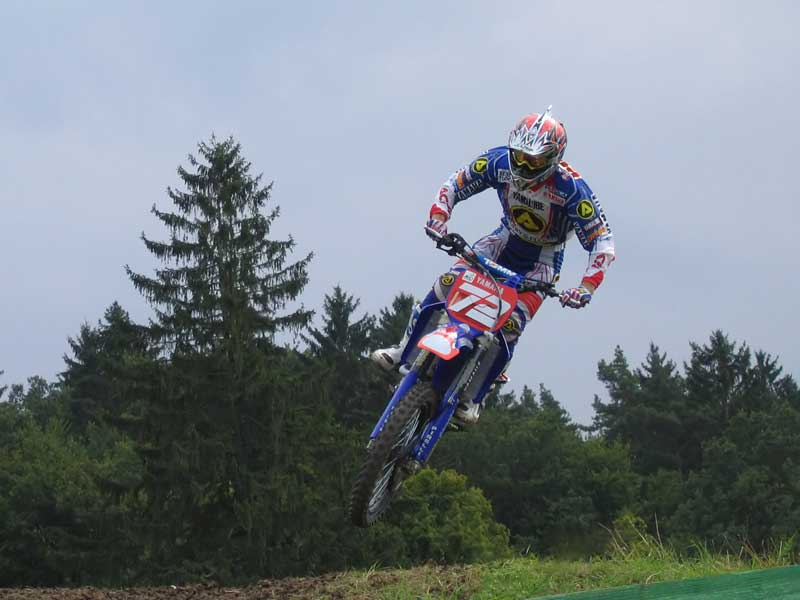
Stefan Everts, 6 vegades campió del món de motocròs amb Yamaha

Pel que fa al fora d'asfalt, Yamaha hi ha destacat en totes les modalitats. A data del 2013, els pilots de la marca japonesa havien guanyat 25 campionats del món de motocròs i 6 d'enduro.
També durant una curta etapa, Yamaha va provar sort en la modalitat del trial amb cert èxit. El 1973, la marca va fitxar l'anglès Mick Andrews per tal de competir al Campionat d'Europa amb el seu prototip de dos temps, la Yamaha TY. Andrews va aconseguir bons resultats al campionat durant anys (subcampió el mateix 1973 i tercer el 1974) i va donar a Yamaha les dues úniques victòries fins al moment d'una marca japonesa als Sis Dies d'Escòcia (1974-1975), la prova més important de l'especialitat a l'època. Al tombant de la dècada del 1970, Andrews va abandonar Yamaha pel fet que la marca japonesa havia perdut interès en la competició, però tot i així, Yamaha ha seguit fabricant-ne models competitius fins a l'actualitat.

### Ral·li Dakar
Els guanyadors del Ral·li Dakar amb Yamaha han estat els següents: Stéphane Peterhansel (1991-1993, 1995 i 1997-1998), Edi Orioli (1996) i Cyril Neveu (les dues primeres edicions, 1979-1980).
Alguns dels models de la marca dissenyats per al Dakar han estat la XT-500 (1980 i 1981), la XT-600 (1985), la XT-600 Ténéré o la YZE-850E de 1993.